# Pselaptrichus plusculus
Pselaptrichus plusculus är en skalbaggsart som beskrevs av Park och Wagner 1962. Pselaptrichus plusculus ingår i släktet Pselaptrichus och familjen kortvingar. Inga underarter finns listade i Catalogue of Life.